# Éric Milazar
Éric Milazar, né le 1er juin 1975 sur l'île Rodrigues, est un athlète mauricien, spécialiste du 400 mètres. Il a participé deux fois à la finale des championnats du monde d'athlétisme (2001 et 2003). Ces deux mêmes années, il a fait partie des dix meilleurs performeurs mondiaux sur 400 m.
Il est marié depuis le 1er décembre 2006 à Natacha Ramen Milazar, une ex joueuse de volley ball, et ont deux enfants.

## Biographie
Courant initialement sur 100 m et 200 m, il passe sur 400 mètres sur les conseils de son entraîneur Jacques Dudal.
Il obtient sa première sélection nationale en 1993, à l'occasion des Jeux des îles de l'océan Indien se déroulant aux Seychelles.
Il participe au relais 4 × 400 m des Jeux africains de 1995 à Harare, lorsque l'équipe mauricienne réalise un record national en 3 min 6 s 21.
Entre 2000 et 2004, il remporte trois titres consécutifs de champion d'Afrique du 400 m.
Sur la même distance, il a aussi à son actif deux victoires aux Jeux des îles de l'océan Indien et deux podiums aux Jeux de la Francophonie.

## Palmarès
| Date | Compétition                | Lieu        | Résultat | Épreuve   | Temps         |
| ---- | -------------------------- | ----------- | -------- | --------- | ------------- |
| 1996 | Championnats d'Afrique     | Yaoundé     | 3e       | 4 × 400 m | 3 min 07 s 20 |
| 2000 | Championnats d'Afrique     | Alger       | 1er      | 400 m     | 45 s 62       |
| 2000 | Championnats d'Afrique     | Alger       | 2e       | 4 × 100 m | 40 s 07       |
| 2001 | Championnats du monde      | Edmonton    | 5e       | 400 m     | 45 s 13       |
| 2002 | Championnats d'Afrique     | Radès       | 1er      | 400 m     | 45 s 67       |
| 2002 | Championnats d'Afrique     | Radès       | 3e       | 4 × 100 m | 40 s 27       |
| 2002 | Championnats d'Afrique     | Radès       | 2e       | 4 × 400 m | 3 min 10 s 14 |
| 2002 | Coupe du monde des nations | Madrid      | 3e       | 4 × 400 m | 3 min 01 s 69 |
| 2003 | Championnats du monde      | Saint-Denis | 7e       | 400 m     | 45 s 17       |
| 2004 | Championnats d'Afrique     | Brazzaville | 1er      | 400 m     | 45 s 03       |
| 2009 | Jeux de la Francophonie    | Beyrouth    | 2e       | 4 x 100 m | 39 s 60       |
| 2009 | Jeux de la Francophonie    | Beyrouth    | 3e       | 4 x 400 m | 3 min 08 s 29 |

### Records
| Épreuve | Performance | Lieu              | Date           |
| ------- | ----------- | ----------------- | -------------- |
| 200 m   | 20 s 66     | La Chaux-de-Fonds | 8 août 2004    |
| 400 m   | 44 s 69 NR  | Madrid            | 7 juillet 2001 |